# 小川信雄 (法曹)
小川　信雄（おがわ のぶお、1905年（明治38年）8月7日 - 1993年（平成5年）11月19日）は、日本の弁護士。最高裁判所判事。山口県出身。

## 概要
1929年（昭和4年）に東京帝国大学法学部を卒業。北海道電燈の旭川支社に入社したが、3ヶ月で退社。「文化が進むにつれて専門技術を身につけるのが大切」と考え、1932年（昭和7年）に弁護士登録をした。
企業の法律相談を手がけ、二十数社の顧問弁護士をした。刑事事件については鮎川金次郎派の選挙違反事件を扱った。
1946年（昭和21年）に村上義一運輸大臣の秘書官をしたことがある。
1970年（昭和45年）12月22日に最高裁判所判事に就任。就任時に「最高裁長官の意見に対しても、他の判事からどしどし意見が出され、実にいいと思った。弁護士生活40年の経験を生かし、国民が納得できるものにしたい」と語る。
1975年（昭和50年）8月に定年退官。再び弁護士登録をし、倒産した興人と連鎖的に経営が行き詰った興人化成、コーデラン工業の保全管理人に東京地裁から選任された。